# Hexatoma commutabilis
Hexatoma commutabilis är en tvåvingeart. Hexatoma commutabilis ingår i släktet Hexatoma och familjen småharkrankar.

## Underarter
Arten delas in i följande underarter:
- H. c. aurantiiventris
- H. c. commutabilis